# Isaltino Morais
Isaltino Afonso Morais (ur. 29 grudnia 1949 w Mirandeli) – portugalski polityk, prawnik i samorządowiec, parlamentarzysta krajowy, w latach 2002–2003 minister ds. miast, planowania przestrzennego i ochrony środowiska, wieloletni burmistrz Oeiras.

## Życiorys
Na początku lat 70. odbywał służbę wojskową w Angoli. Później był zatrudniony w INE, krajowym instytucie statystycznym. W 1981 ukończył studia prawnicze na Uniwersytecie Lizbońskim. Do połowy lat 80. pracował jako nauczyciel akademicki, a także w organach prokuratury. W 1978 dołączył do Partii Socjaldemokratycznej, do 2003 pełnił różne funkcje w regionalnych i krajowych strukturach tego ugrupowania.
W 1985 został po raz pierwszy wybrany na burmistrza Oeiras, z powodzeniem ubiegał się o reelekcję na kolejne kadencje, pełniąc tę funkcję do 2002. W drugiej połowie lat 90. uzyskiwał mandat posła do Zgromadzenia Republiki. W kwietniu 2002 przeszedł na stanowisko ministra do spraw miast, planowania przestrzennego i ochrony środowiska w rządzie José Manuela Durão Barroso. Urząd ten sprawował do kwietnia 2003. W 2005 i w 2009 ponownie wybierany na burmistrza Oeiras na czteroletnie kadencje. Kandydował wówczas jako niezależny bez poparcia PSD.
W międzyczasie toczyło się przeciwko niemu postępowanie karne o oszustwa podatkowe i prawnie brudnych pieniędzy. W 2009 został za to skazany na karę siedmiu lat pozbawienia wolności. W 2010 kara ta została obniżona do dwóch lat pozbawienia wolności. Do 2013 polityk wywiódł łącznie ponad 40 środków odwoławczych. W kwietniu 2013 rozpoczął odbywanie kary, w czerwcu 2014 został warunkowo przedterminowo zwolniony.
Powrócił następnie do aktywności politycznej. W 2017 po raz kolejny zwyciężył w wyborach na urząd burmistrza Oeiras, reelekcję uzyskał również w 2021.